# 早坂文雄
早坂文雄（1914年8月19日—1955年10月15日），日本宮城縣出身的作曲家。

## 生平
1938年以《古代的舞曲》獲得「费利克斯·魏因加特纳獎」。1939年到東京之後、开始了电影配乐的工作。最著名的是电影《羅生門》、《七武士》、《 雨月物語》。其他作品有管弦樂曲《左方的舞和右方的舞》、《钢琴协奏曲》等。

## 出典
- ALLMusic （页面存档备份，存于）